# You Make Me
A You Make Me Avicii svéd DJ és zenei producer dala, mely 2013. augusztus 30-án jelent meg True című debütáló albumának második kislemezeként. A dal produceri munkáját Avicii mellett Arash Pournouri végezte, a dalszerzésben pedig csatlakozott hozzájuk Vincent Pontare illetve Salem Al Fakir svéd énekes is, aki vokálozik a dalban. A dalt augusztus 16-án mutatták be a közönségnek a BBC Radio 1 The Pete Tong Show című műsorában.
A kislemez kiadásának napján Avicii VEVO Youtube csatornáján mutatták be a You Make Me dalszöveges videóját, melyet Jesper Eriksson készített. A klipben többek közt Bangkok, Bochum, Chicago és Tokió nagyvárosi életképeit mutatták be miniatűr fényképészeti technológiával. A dal hivatalos videóklipjét Sebastian Ringler rendezte, és ugyanezen csatornára 2013. szeptember 16-án töltötték fel. A You Make Me legnagyobb sikereit Európában érte el, így az első tíz között szerepelt az osztrák, a finn, a magyar, a norvég, a skót, a svéd és a brit slágerlistán is. Az amerikai Billboard Hot 100-as listán a 85. volt a legjobb pozíciója.

## A kislemez dalai és formátumai
Digitális letöltés
1. "You Make Me" – 3:53

Digitális letöltés – Remixes
1. "You Make Me" (Extended Mix) – 5:18
2. "You Make Me" (Throttle Remix) – 4:45
3. "You Make Me" (Diplo and Ookay Remix) – 4:07

## Slágerlistás helyezések és minősítések
| Lista (2013–2014)                         | Legjobb helyezés |
| ----------------------------------------- | ---------------- |
| Ausztrália (ARIA)                         | 12               |
| Ausztria (Ö3 Austria Top 40)              | 7                |
| Belgium (Ultratop 50 Flanders)            | 20               |
| Belgium (Ultratop 50 Wallonia)            | 26               |
| Csehország (Rádio Top 100)                | 79               |
| Dánia (Tracklisten Top 40)                | 34               |
| Egyesült Királyság (UK Singles Chart)     | 5                |
| Egyesült Királyság (UK Dance Chart)       | 1                |
| Finnország (Singlet Top 20)               | 4                |
| Franciaország (Single Top 100)            | 58               |
| Hollandia (Top 40)                        | 20               |
| Hollandia (Single Top 100)                | 29               |
| Írország (IRMA)                           | 10               |
| Kanada (Canadian Hot 100)                 | 44               |
| Lengyelország (Dance Top 50)              | 21               |
| Magyarország (Dance Top 40)               | 5                |
| Magyarország (Rádiós Top 40)              | 7                |
| Magyarország (Single Top 40)              | 10               |
| Mexikó Anglo Chart (Monitor Latino)       | 20               |
| Németország (Media Control Charts)        | 34               |
| Norvégia (VG-lista)                       | 6                |
| Románia (Romanian Top 100)                | 76               |
| Skócia (Scottish Singles Top 40)          | 3                |
| Spanyolország (PROMUSICAE)                | 42               |
| Svájc (Schweizer Hitparade)               | 29               |
| Svédország (Sverigetopplistan)            | 1                |
| Új-Zéland (Recorded Music NZ)             | 32               |
| US Billboard Hot 100                      | 85               |
| US Hot Dance/Electronic Songs (Billboard) | 11               |
| US Hot Dance Club Songs (Billboard)       | 7                |

| Lista (2013)                                 | Helyezés |
| -------------------------------------------- | -------- |
| Egyesült Királyság (Official Charts Company) | 79       |
| Hollandia (Single Top 100)                   | 89       |
| Magyarország (Dance Top 40)                  | 38       |
| Magyarország (Rádiós Top 40)                 | 72       |
| Svédország (Sverigetopplistan)               | 29       |
| US Hot Dance/Electronic Songs (Billboard)    | 44       |
| Lista (2014)                                 | Helyezés |
| Magyarország (Dance Top 40)                  | 38       |
| Svédország (Sverigetopplistan)               | 90       |
| US Hot Dance/Electronic Songs (Billboard)    | 44       |

| Régió | Minősítés  | Eladott példányszám |
| --- | ---------- | ------------------- |
| Ausztrália (ARIA) | 2× platina | 140 000‡            |
| Egyesült Államok (RIAA) | arany      | 500 000‡            |
| Egyesült Királyság (BPI) | platina    | 600 000‡            |
| Hollandia (NVPI) | 2× platina | 40 000^             |
| Norvégia (IFPI Norway) | 2× platina | 20 000*             |
| Olaszország (FIMI) | arany      | 15 000*             |
| Svédország (GLF) | 4× platina | 160 000‡            |
| Streaming |            |                     |
| Dánia (IFPI Denmark) | platina    | 1 800 000†          |
| Spanyolország (PROMUSICAE) | arany      | 4 000 000†          |
| * Eladási példányszámok kizárólag a minősítés alapján. ^ Kiszállítási példányszámok kizárólag a minősítés alapján. ‡ Eladási+streaming példányszámok kizárólag a minősítés alapján. † Csak streaming számok kizárólag a minősítés alapján. |            |                     |

## Megjelenések
| Ország             | Dátum                | Formátum           | Kiadó           |
| ------------------ | -------------------- | ------------------ | --------------- |
| Ausztrália         | 2013. augusztus 30.  | Digitális letöltés | Universal Music |
| Új-Zéland          | 2013. augusztus 30.  | Digitális letöltés | Universal Music |
| Oroszország        | 2013. augusztus 30.  | Digitális letöltés | Universal Music |
| Egyesült Királyság | 2013. szeptember 15. | Digitális letöltés | Universal Music |

## Fordítás
- Ez a szócikk részben vagy egészben  a   You Make Me című angol Wikipédia-szócikk fordításán alapul.  Az eredeti cikk szerkesztőit annak laptörténete sorolja fel. Ez a jelzés csupán a megfogalmazás eredetét és a szerzői jogokat jelzi, nem szolgál a cikkben szereplő információk forrásmegjelöléseként.